# João Itiberê da Cunha
João Itiberê da Cunha (* 8. August 1870 in Açungui; † 25. Februar 1953 in Rio de Janeiro) war ein brasilianischer Musikkritiker und Komponist.
Itiberê da Cunha wurde als Kind von seinem Vater, einem Musikamateur, musikalisch ausgebildet. Im Alter von zehn Jahren kam er mit seinem Bruder, dem Diplomaten Brasílio Itiberê da Cunha, nach Belgien. Dort studierte er später Jura an der Universität Brüssel. Als Autor des Pariser Le Figaro und der Zeitschrift La Jeune Belgique vertrat er die Positionen des literarischen Symbolismus. Auch sein Gedichtband Prélude erschien in Brüssel.
1892 kehrte er nach Brasilien zurück und ging im Folgejahr als Legationssekretär nach Paraguay. Eine Versetzung nach Bolivien 1898 lehnte er ab und wandte sich dem Journalismus zu. Zunächst arbeitete er für A Imprensa, später war er Musikkritiker des Correio da Manhã, zu dessen Gründern er 1925 zählte. Daneben trat er als Komponist von Instrumental- und Vokalwerken hervor. Er war Mitglied der Academia Brasileira de Música.

## Werke
- Chant d’amour
- La chanson nostalgique
- Esquisses
- Danse plaisante et sentimentale
- Héroique
- Ils s’amusent
- Marche humoristique
- Melodie
- Menuet en ut majeur
- No rancho
- Paraná
- Préludes
- Tendresse
- Ave Maria
- Rêverie e Souvenance

## Quelle
- Academia Brasileira de Música - João Itiberê da Cunha